# Thraustochytriida
Ordre
Les Thraustochytriida ou thraustochytrides sont un ordre de chromistes de l'embranchement des Bigyra, et de la classe des Labyrinthulea.

## Liste des familles
Selon AlgaeBase (11 septembre 2022) : aucune famille
Selon The Taxonomicon (11 septembre 2022)
- Althorniidae Cavalier-Smith, 2012
- Diplophryidae Cavalier-Smith, 2012
- Oblongichytriidae Cavalier-Smith, 2012
- Thraustochytriidae Sparrow ex Cejp, 1959

## Systématique
Le nom correct complet (avec auteur) de ce taxon est Thraustochytriida Sparrow, 1973.